# Stalag VII-B
Le Stalag VII-B était, durant la Seconde Guerre mondiale, un camp de prisonniers de guerre allemand situé en Bavière, au nord de la ville de Memmingen.
À l’époque, il s'agit d'une région agricole, qui est dans le District VII dans l'organisation militaire allemande.

## Casernement
Le camp fut construit pendant la Seconde Guerre mondiale.
Il fut libéré par les Américains en 1945.
Les hommes sont logés dans une dizaine de baraquements construits au début 1942.

## Effectifs
- Nationalité(s) présente(s) : des Français[1], des Italiens[2], des Hongrois[2].
- Au 15 juillet 1944 : 8.067 hommes[1].
- Au 15 janvier 1945 : 8.600 hommes[1].

## Histoire du camp
- Octobre 1943: arrivée de prisonniers Italiens, séparés des Français par des barbelés[2].
- Novembre 1943: départ d'un convoi de la relève[2].
- Avril 1944: bombardement du camp[2].
- 29 Janvier 1945: il est question de départ de prisonniers Français qui seront remplacés par des prisonniers Hongrois[2].
- 26 Avril 1945: libération du camp par la 7ème armée américaine[3].

## Vie dans le camp
Dans ce camp sont mentionnés une université (directeur : Lieutenant DUPET), un théâtre (directeur : Lucien BERNARD), un orchestre (directeur : Jean TRAMET).
Une vie de camp avait lieu avec des soirées musicales (plusieurs prisonniers jouaient d’instruments). Une « marche du Stalag VII B » a été composée (paroles : André LOIR ; musique : Mario FOLCHETTI ; arrangement : Jean TRAMET), et éditée par l’OFA (Œuvre Française d’Assistance, aux familles de prisonniers de guerre du Stalag VII B). Une troupe de Jazz du Stalag VII B avait même été constituée.